# Manovra di Phalen

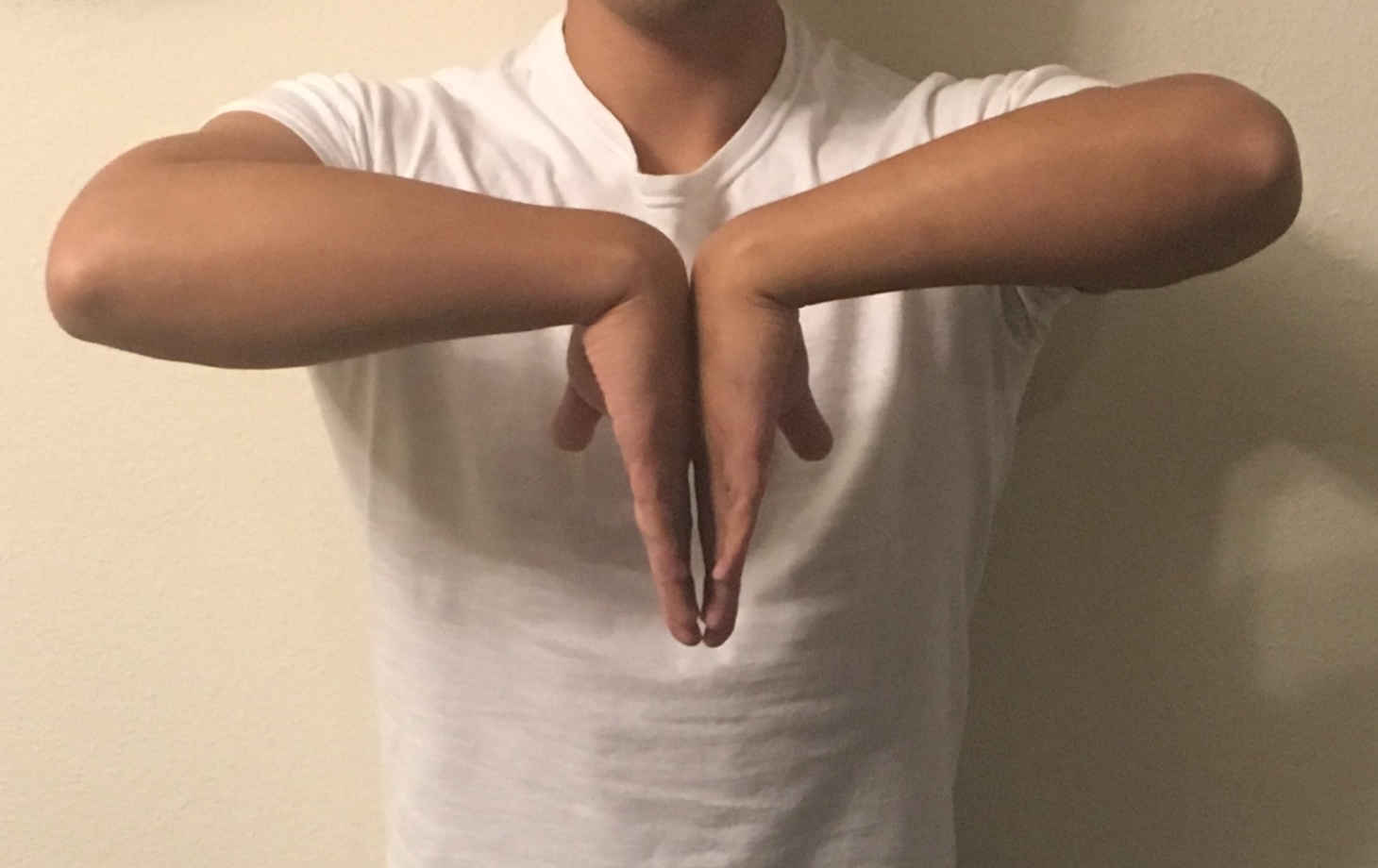
Manovra di Phalen

La Manovra di Phalen (o test di Phalen) è una manovra utilizzata nella diagnosi di sindrome del tunnel carpale (la più frequente neuropatia compressiva dell’arto superiore), caratterizzata fisiologicamente da aumentata pressione all’interno del tunnel carpale e da ridotta funzione del nervo a quel livello. È stata proposta dall'ortopedico statunitense George S. Phalen.

## Tecnica di esecuzione
Si esegue richiedendo al paziente di tenere gli avambracci in posizione orizzontale e di mantenere il polso in flessione completa e forzata (spingendo insieme le superfici dorsali di entrambe le mani) per almeno 30-60 secondi.
Nell'esecuzione della manovra sono coinvolti i muscoli lombricali della mano che si attaccano in parte ai tendini flessori profondi delle dita. Quando i polsi si flettono, il flessore profondo delle dita si contrae in direzione prossimale, trascinando insieme i lombricali. 
Ciò provoca i sintomi tipici e familiari al paziente affetto da sindrome del tunnel carpale, nell’area di innervazione del nervo mediano.
La manovra di Phalen si prefigge di aumentare moderatamente la pressione nel tunnel carpale, per un effetto meccanico, pizzicando il nervo mediano (già compromesso a causa della sindrome del tunnel carpale) tra il bordo prossimale del legamento carpale trasverso e il bordo anteriore dell'estremità distale del radio.
L'ulteriore compressione del nervo mediano all'interno del tunnel carpale, indotta dalla manovra, scatena i sintomi caratteristici (bruciore, formicolio o sensazione di intorpidimento su pollice, indice, medio e talvolta anche anulare) ed evidenziando un risultato positivo del test che suggerisce, appunto, l'esistenza di una sindrome del tunnel carpale.

## Interpretazione
La manovra è considerata positiva se entro un minuto dall'inizio della manovra compaiono torpore o dolore a livello delle prime tre dita della mano. Si deve tener presente che il test può dare dei falsi negativi: in particolare in pazienti che presentano marcate limitazioni della flessione del polso o in soggetti in cui preesiste un profondo intorpidimento: in questi ultimi gli effetti posizionali del test potrebbero infatti non essere percepiti.

## Varianti del test

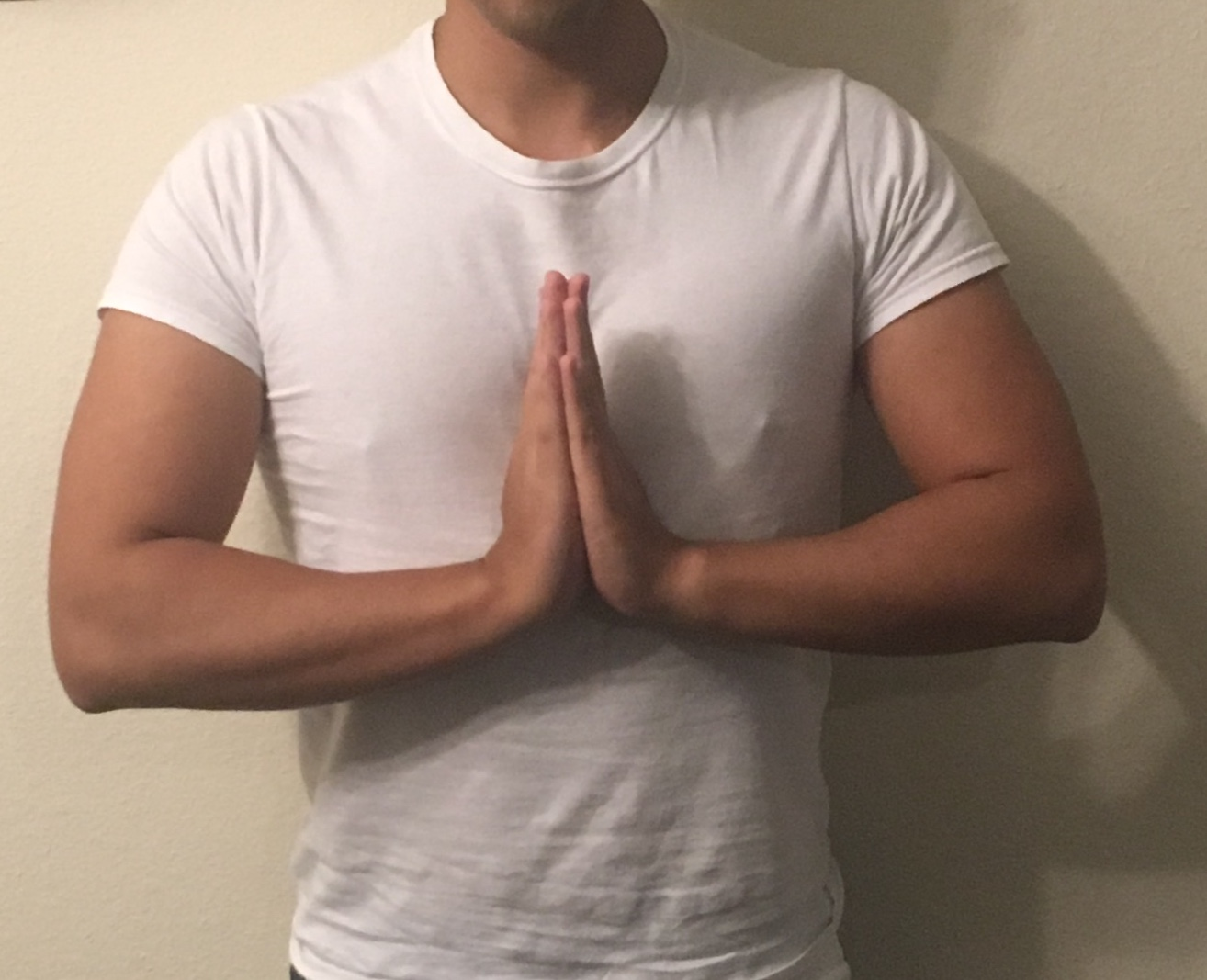
Manovra di Phalen inversa

È possibile effettuare anche la  Manovra di Phalen inversa richiedendo al paziente di tenere gli avambracci in posizione orizzontale, di mantenere il polso in estensione forzata con i palmi delle mani affrontati; la manovra è considerata positiva se entro un minuto compaiono torpore o dolore a livello delle prime tre dita della mano.
Sono state proposte anche altre modifiche del test: l'associazione della manovra di Phalen con il test con i monofilamenti Semmes-Weinstein; oppure con il paziente che si mantiene su una sedia, in posizione rilassata, con le braccia appoggiate su un cuscino o un bracciolo, le mani fluttuanti e l'esaminatore che flette passivamente (o estende) le mani fino a 90°.

## Accuratezza
Negli studi di accuratezza diagnostica, la sensibilità della manovra di Phalen si aggira intorno al 68% e la specificità intorno al 73%..
In un altro studio è stato calcolato un valore di likelihood ratio di 1.30 +LR e 0.58 -LR.